# Maculonaclia altitudina
Maculonaclia altitudina är en fjärilsart som beskrevs av Griveaud 1964. Maculonaclia altitudina ingår i släktet Maculonaclia och familjen björnspinnare. Inga underarter finns listade i Catalogue of Life.